# Shamrock (Brits automerk)
Shamrock was een Brits automerk.
Straker & Squire begonnen als importeurs van Franse auto's. In 1907 werd de eerste auto gemaakt, die men Shamrock noemde. Niet lang daarna bouwde men onder eigen naam een auto, namelijk de Straker-Squire.